# سرحوضک
سرحوضک نام روستایی از توابع بخش مرکزی شهرستان کاشمر در استان خراسان رضوی است. این روستا در دهستان پایین ولایت قرار دارد و برپایه سرشماری سال ۱۳۹۵ جمعیت آن ۱٬۴۳۸ نفر (۴۶۸ خانوار) است.

## آثار تاریخی
- آسیاب شاه محمد
- قلعه آتشگاه
- محوطه دزد